# Диарсенат бария
Диарсенат бария — неорганическое соединение, 
соль металла бария и мышьяковой кислоты с формулой Ba2As2O7,
бесцветные кристаллы.

## Получение
- Сильное нагревание гидроарсената бария:

{\displaystyle {\mathsf {2BaHAsO_{4}\ {\xrightarrow {T}}\ Ba_{2}As_{2}O_{7}+H_{2}O}}}

## Физические свойства
Диарсенат бария образует бесцветные кристаллы.

## Химические свойства
- В горячей воде подвергается гидролизу:

{\displaystyle {\mathsf {Ba_{2}As_{2}O_{7}+H_{2}O\ {\xrightarrow {90^{o}C}}\ 2BaHAsO_{4}}}}